# LandPark Lauenbrück

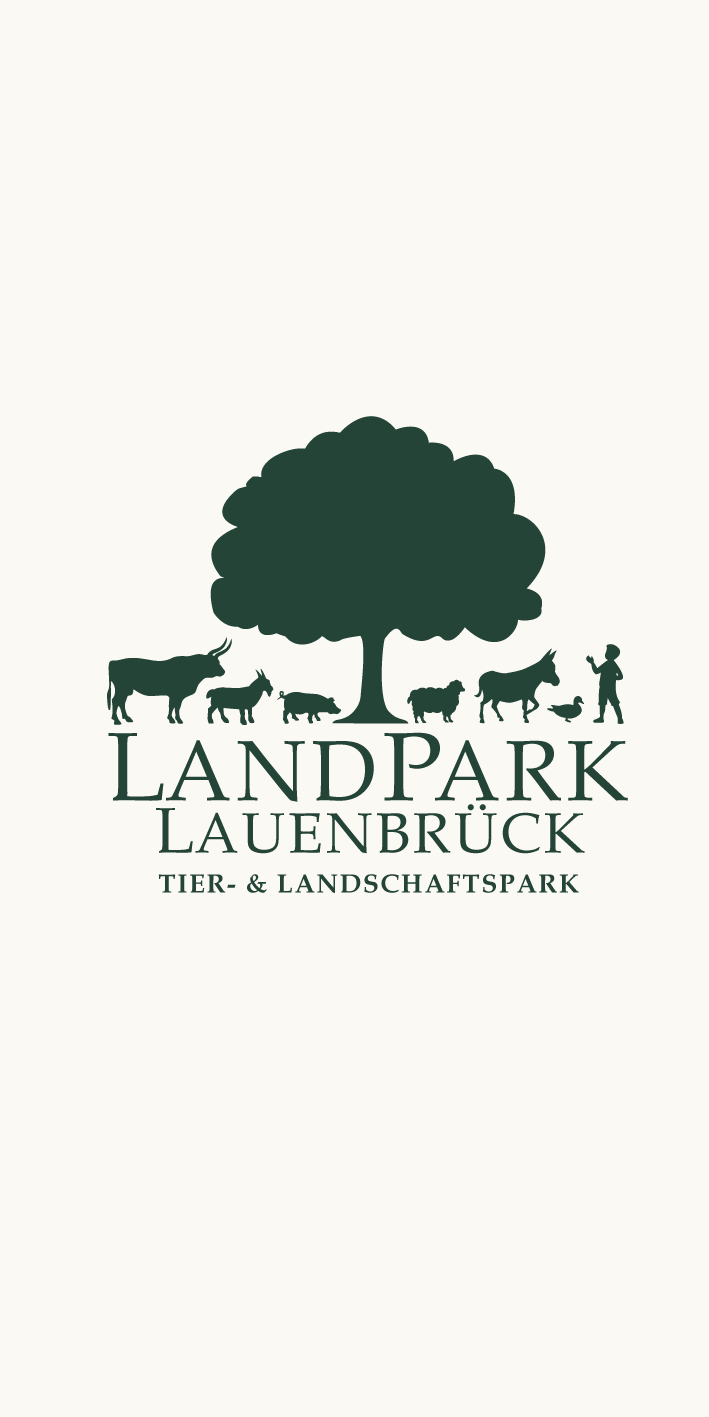
Logo des LandPark Lauenbrück

Der LandPark Lauenbrück ist ein Tier- und Landschaftspark im Landkreis Rotenburg (Wümme) an der Bundesstraße 75 in Lauenbrück. Er wurde 1969 als Wildpark Lauenbrück gegründet und beherbergt über 200 Huf- und Wildtiere in artgerechter Freilandhaltung auf einer naturnah gestalteten Fläche von 220.000 Quadratmetern.
Seit 2005 fördert die Scharnow-Stiftung Tier hilft Mensch die Wandlung des bisherigen Wildparks zu einem naturnahen, barrierefreien Tier-, Landschafts- und Kulturpark mit vielfältigen Naturerlebnis-, Spiel- und Lernangeboten. Die vom EFrE geförderten baulichen Maßnahmen wurden 2011 fertiggestellt.

## Schwerpunkte
Die Schwerpunkte des Parks liegen im Tier- und Artenschutz und in der Schaffung eines integrativen Ausflugsziels für Behinderte und Blinde. Weitere Ziele sind eine naturnahe Umweltbildung für Jung und Alt sowie die Förderung der Künste durch Ausstellungen und künstlerische Veranstaltungen. Der Park dient gleichzeitig als Bildungsstätte für Umweltpädagogik.
„Tier hilft Mensch“ ist der gemeinsame Leitgedanke von Stiftung und LandPark.

## Tiere
Bei den Tieren reicht das Spektrum von der Westafrikanischen Zwergziege bis zum Riesenesel. Rückzüchtungen ausgestorbener Wildtierrassen sind Ur und Tarpan-Urwildpferde. Zu bedrohten Arten, die sich auf dem Gelände finden, gehören Exmoor-Ponys, Wollschweine, Dänische Protestschweine, Spanische Riesenesel, Bentheimer Landschafe, Vierhornschafe und weiße hornlose Moorschnucken. Weitere Tierarten sind Damwild, Mufflon-Wildschaf, japanische Sikahirsche und Alaskan Malamute. In ihrem Freigehege lässt sich das Rudelverhalten der amerikanischen Schlittenhunde innerhalb einer naturnahen Umgebung studieren.